# Championnat de la Martinique de football 2024-2025
Navigation
Édition précédente Édition suivante
La saison 2024-2025 du Championnat de la Martinique de football de Régional 1 ou Trophée Gérard Janvion met aux prises quatorze clubs pour le titre de champion de Martinique de football.

## Participants
Un total de quatorze équipes participent au championnat, douze d'entre elles étant déjà présentes la saison précédente, auxquelles s'ajoutent deux promus de Régional 2 que sont le CO Trenelle et l'Espoir de Sainte-Luce.
| \| Samaritaine Aiglon Club franciscain US Diamantinoise CS Case-Pilote New Club Golden Lion RC Saint-Joseph Club péléen Club colonial Golden Star \| Localisation des équipes engagées. |
| Samaritaine Aiglon Club franciscain US Diamantinoise CS Case-Pilote New Club Golden Lion RC Saint-Joseph Club péléen Club colonial Golden Star                                          |

| Club                          | Dernière montée | Classement 2023-2024 | Entraîneur(s)        | Stade                             | Capacité |
| ----------------------------- | --------------- | -------------------- | -------------------- | --------------------------------- | -------- |
| Club franciscain              |                 | 1er                  | Patrick Cavelan      | Stade Pierre de Lucy de Fossarieu | 5 000    |
| Samaritaine                   | 2017            | 2e                   | Gaël Germany         | Stade Xercès Louis                | 1 500    |
| Golden Lion                   | 2009            | 3e                   | Patrick Cavelan      | Stade Henri-Murano                | 2 000    |
| Club colonial                 | 2009            | 4e                   | Jean-Marc Civault    | Stade Louis-Achille               | 9 300    |
| RC Saint-Joseph               | 2017            | 5e                   | Jérémy Ludon         | Stade Henri-Murano                | 2 000    |
| Aiglon du Lamentin            | 2002            | 6e                   | Fabrice Reuperné     | Stade Georges-Gratiant            | 10 000   |
| Golden Star de Fort-de-France | 2023            | 7e                   | Jean-Marc Grégoire   | Stade Pierre-Aliker               | 16 000   |
| Club Péléen                   | 2022            | 8e                   | Gilles Précart       | Stade Georges Charles-Alfred      | 1 500    |
| CS Case-Pilote                | 2021            | 9e                   | Willy Padoly         | Stade Omer-Kromwell               | 1 000    |
| US Diamantinoise              | 2021            | 10e                  | Olivier Pierre-Louis | Stade Armand Ribier               | 2 500    |